# 비너스 브리지

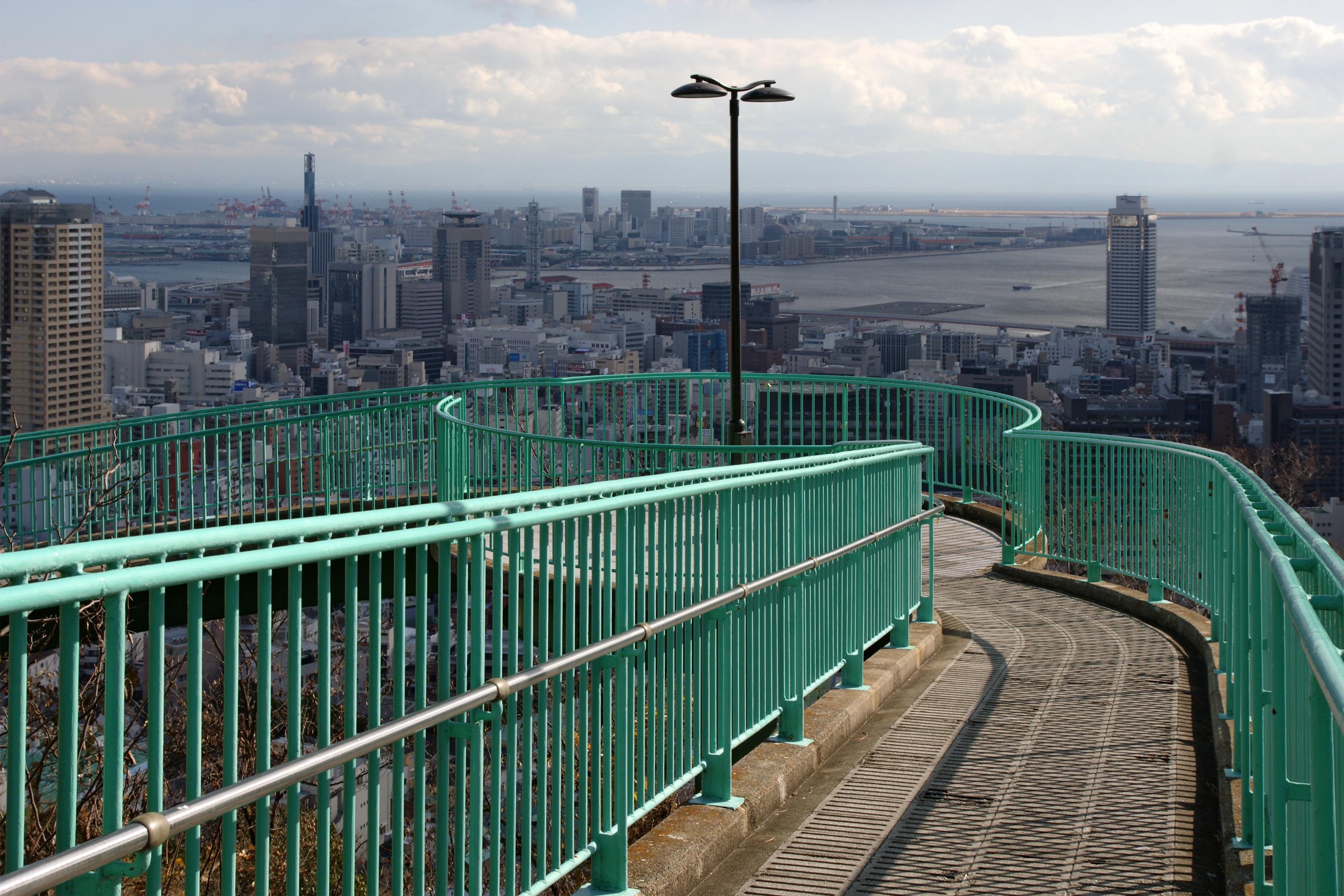
비너스 브리지

비너스 브리지(일본어: ヴィーナスブリッジ 비나스브릿지[*] 또는 일본어: ビーナスブリッジ, 영어: Venus Bridge)는 일본 효고현 고베시 주오구에 있는 다리이다. 1971년에 완성되었다.